# プリマドール
プリマドール（Prima Doll）は、Keyによるメディアミックスプロジェクト。「歌と人形」をテーマにキャラクターたちの想いと成長を描く。

## 登場キャラクター
灰桜（）
声 - 和氣あず未 / 原画 - Na-Ga
本作の主人公。夢は自分の役目を知る事。初期化されているため、戦争時の記憶がない。歌うことが得意。レーツェルと灰神楽の教育係も務めている。好きなものはあんぱん。

鴉羽（）
声 - 楠木ともり / 原画 - 藤ちょこ
黒猫亭のリーダーで、凪の代理を務めることもある。面倒見がよく、周囲から親しまれている。好きなものは濃厚ピーナッツバターシェイク。夢は黒猫亭を守る事。

月下（）
声 - 富田美憂 / 原画 - 原悠衣
元偵察人形の名残で、ぶっきらぼうな口調で話す。好きなものはたい焼き。夢は新たな任務をもらう事。

箒星（）
声 - 中島由貴 / 原画 - 森倉円
黒猫亭の厨房係で、料理がとても上手い。毎日日記をつけており、灰桜に日記のつけ方を教えた。好きな事は日記や手紙を書くこと。夢は大きな声で歌う事。

レーツェル
声 - 鬼頭明里 / 原画 - lack
ローベリア製の人形で、作中に登場する他のオートマタとは系統が異なる。灰桜のことを「お姉さま」と呼ぶ。優雅な雰囲気を漂わせているが、灰神楽に嫉妬するなどの一面も見せる。好きなものはナイフ。夢は任務を与えてもらう事。

灰神楽（）
声 - 黒沢ともよ / 原画 - Na-Ga
灰桜のことをお姉ちゃんと呼ぶ。鴉羽と灰桜が駅から黒猫亭に連れ帰った。記憶がない様子。

遠間 ナギ（）
声 - 村瀬歩 / 原画 - Na-Ga
自律人形（オートマタ）が働く喫茶店、黒猫亭のオーナー。かつては軍属の技術将校だった人形技師で、メンテナンス全般も担当する。

奥宮 おとめ（）
声 - 諏訪彩花 / 原画 - 藤ちょこ
皇国軍人でナギとは戦友である。ナギからは「おとめちゃん」と呼ばれている。

## 用語
自律人形（オートマタ）
かつて戦争用に使用されたロボット。

## テレビアニメ
2022年7月から9月までTOKYO MXほかにて放送された。
インターネット配信サイトABEMAでは、2022年7月3日から地上波5日先行放送で独占先行配信。

### スタッフ
- 原案 - VISUAL ARTS、Key[2]
- 原作 - VISUAL ARTS、Key、バイブリーアニメーションスタジオ[2]
- 監督 - 天衝[2]
- シリーズ構成・脚本 - 丘野塔也、魁[2]
- キャラクター原案 - Na-Ga、藤ちょこ、原悠衣、森倉円、lack[2]
- キャラクターデザイン・総作画監督 - 矢野茜[2]
- メカニック原案 - 石渡マコト[2]
- 色彩設計 - 太田ゆいは[2]
- 美術設定 - 荒井和浩、佐南友理[2]
- 美術監督 - 三宅昌和[2]
- CGディレクター - 箕輪綾二[2]
- 撮影監督 - 甲斐勇冴[2]
- 編集 - 武宮むつみ[2]
- 音響監督 - 土屋雅紀[2]
- 音響制作 - ダックスプロダクション
- 音楽制作 - VISUAL ARTS、NBCユニバーサル・エンターテイメント[2]
- 音楽プロデューサー - どんまる、藤平直孝
- プロデューサー - 髙橋和彰、青井宏之、丘野塔也、鈴木寿広、鹿志村絵美、秋田真吾、山下良平、松井優子、齋藤宙央
- アニメーションプロデューサー - 小幡正博
- アニメーション制作 - バイブリーアニメーションスタジオ[2]
- 製作 - プリマドール製作委員会[2]

### 主題歌
「Tin Toy Melody」
メインキャラクターたちのユニット「シャノワール」によるオープニングテーマ。作詞・作曲は麻枝准、編曲はMANYO。
「薄花桜」
灰桜（和氣あず未）による第1話エンディングテーマおよび挿入歌。作詞は丘野塔也、作曲は折戸伸治、編曲は奈須野新平。
「待宵月」
月下（富田美憂）による第2話エンディングテーマおよび第7話挿入歌。作詞はSoflan Daichi、作曲・編曲は山口たこ。
「星導〜ホシシルベ〜」
箒星（中島由貴）による第3話エンディングテーマ。作詞は六ツ見純代、作曲・編曲は大川茂伸。
「ツギハギ」
鴉羽（楠木ともり）による第4話エンディングテーマおよび挿入歌。作詞はSoflan Daichi、作曲・編曲は井内舞子。
「雨の迷い猫」
灰桜（和氣あず未）とレーツェル（鬼頭明里）による第5話エンディングテーマおよび灰桜（和氣あず未）による挿入歌。作詞は丘野塔也、作曲・編曲はbermei.inazawa。
「夢咲＊ハレ舞台」
シャノワールによる第6話エンディングテーマおよび第10話挿入歌。作詞は六ツ見純代、作曲・編曲は睦月周平。
「想歌灯」
シャノワールによる第7話 - 第11話エンディングテーマ。作詞は魁、作曲は折戸伸治、編曲は山口たこ。
「カミツレの歌」
灰桜（和氣あず未）、千代（久野美咲）、夕霧（小松未可子）による第1話挿入歌。作詞は丘野塔也、作曲・編曲はrionos。
「華羽織」
灰桜（和氣あず未）、鴉羽（楠木ともり）による第4話挿入歌。作詞は魁、作曲・編曲はMANYO。
「月来香」
月下（富田美憂）による第7話挿入歌。作詞はSoflan Daichi、作曲・編曲は大隅知宇。
「祝彩歌」
灰桜（和氣あず未）による第8話・第9話挿入歌。作詞は六ツ見純代、作曲・編曲は大川茂伸。
「アイスクリームの歌」
灰桜（和氣あず未）、千代（久野美咲）による第10話挿入歌。作詞は丘野塔也、作曲・編曲は水月陵。
「時のゆりかご」
桜花（中原麻衣）による第11話挿入歌。作詞は六ツ見純代、作曲・編曲は渡辺剛。
「機械仕掛けの賛歌」
シャノワールによる第12話挿入歌。作詞・作曲は麻枝准、編曲はMANYO。

### 各話リスト
| 話数   | サブタイトル       | 脚本     | 絵コンテ                   | 演出                           | 作画監督                                                                 | 初放送日      |
| ------ | ------------------ | -------- | -------------------------- | ------------------------------ | ------------------------------------------------------------------------ | ------------- |
| 第1話  | はじめての旋律     | 丘野塔也 | 天衝                       | 青木youイチロー                | 平鹿幸恵 落合良亮 [ 4 ]                                                  | 2022年 7月9日 |
| 第2話  | 月と奏でる         | 丘野塔也 | 神北小毬                   | 青木youイチロー                | 水崎健太 ユキシズク [ 4 ]                                                | 7月16日       |
| 第3話  | 星空の鎮魂歌       | 丘野塔也 | 青木youイチロー            | 青木youイチロー                | 横松雄馬 上宇都辰夫 Joao 酒井智史 [ 4 ]                                  | 7月23日       |
| 第4話  | 羽音は巡る         | 丘野塔也 | 天衝 神北小毬 [ 4 ]        | 羽迫凱 山本貴則 [ 4 ]          | 落合良亮 森山剛史 スタジオグラム [ 4 ]                                   | 7月30日       |
| 第5話  | 雨に歌えば         | 丘野塔也 | 神北小毬                   | 腰繁男                         | 北島勇樹 古徳真美 福島豊明 [ 6 ]                                         | 8月6日        |
| 第6話  | 黒猫亭の音楽会     | 魁       | 青木youイチロー 天衝 [ 6 ] | 青木youイチロー                | 落合良亮                                                                 | 8月13日       |
| 第7話  | 夢想の日々         | 丘野塔也 | 新谷研人                   | 青木youイチロー                | 落合良亮 水崎健太 ユキシズク Nguyen Trang_チャン [ 6 ]                   | 8月20日       |
| 第8話  | 常冬のロンド       | 魁       | 山本隆太                   | 加藤顕                         | 赤尾良太郎 ネリマク 木木欣 リバイバル ワンオーダー 星月動画 シード [ 6 ] | 8月27日       |
| 第9話  | ひとときの六重奏   | 魁       | 山本隆太                   | 山本隆太 青木youイチロー [ 8 ] | 舘岡千明 森山剛史 隣アニメーション [ 8 ]                                 | 9月3日        |
| 第10話 | 斉唱は終わらない   | 魁       | 山本貴則                   | 山本貴則                       | 舘岡千明 水崎健太 森山剛史 隣アニメーション [ 8 ]                        | 9月10日       |
| 第11話 | 戦歌万雷           | 丘野塔也 | 清水聡                     | 関暁子                         | 落合良亮 舘岡千明 [ 8 ]                                                  | 9月17日       |
| 第12話 | この想い、響かせて | 丘野塔也 | 天衝                       | 青木youイチロー                | 矢野茜 落合良亮 [ 8 ]                                                    | 9月24日       |

### 放送局
| 放送期間                | 放送時間                     | 放送局   | 対象地域   | 備考                                   |
| ----------------------- | ---------------------------- | -------- | ---------- | -------------------------------------- |
| 2022年7月9日 - 9月24日  | 土曜 0:30 - 1:00（金曜深夜） | TOKYO MX | 東京都     | 製作参加                               |
|                         | 土曜 2:55 - 3:25（金曜深夜） | 毎日放送 | 近畿広域圏 | 製作参加                               |
| 2022年7月10日 - 9月25日 | 日曜 23:00 - 23:30           | BS朝日   | 日本全域   | 製作参加 / BS/BS4K放送 / 『アニメA』枠 |
| 2022年7月11日 - 9月26日 | 月曜 23:30 - 火曜 0:00       | AT-X     | 日本全域   | CS放送 / 字幕放送 / リピート放送あり   |

dアニメストア、U-NEXT、アニメ放題、バンダイチャンネル、Hulu、TELASA、auスマートパスプレミアム、J:COMオンデマンド メガパック、milplus、ひかりTV、WOWOWオンデマンド、Amazon Prime Video、ビデオマーケット、music.jp、GYAO!ストア、HAPPY!動画、ニコニコチャンネル、Rakuten TVにて2022年7月9日より毎週土曜1:00（金曜深夜）に順次配信。
Abemaでは、世界先行配信として毎週日曜23時30分より随時公開（地上波最速より5日分先行）。Abemaビデオでは先行配信分のアーカイブはAbemaプレミアム会員のみ視聴可能（一般開放は他のネット配信に倣う）。

### BD
| 巻 | 発売日         | 収録話          | 規格品番  |
| -- | -------------- | --------------- | --------- |
| 1  | 2022年10月28日 | 第1話 - 第2話   | GNXA-2401 |
| 2  | 2022年11月30日 | 第3話 - 第4話   | GNXA-2402 |
| 3  | 2022年12月28日 | 第5話 - 第6話   | GNXA-2403 |
| 4  | 2023年1月27日  | 第7話 - 第8話   | GNXA-2404 |
| 5  | 2023年2月22日  | 第9話 - 第10話  | GNXA-2405 |
| 6  | 2023年3月29日  | 第11話 - 第12話 | GNXA-2406 |

### Webラジオ
『TVアニメ『プリマドール』黒猫亭ラジヲ局』が、2022年6月23日から2023年1月12日までRadiotalkにて和氣あず未（灰桜役）と富田美憂（月下役）のパーソナリティに迎えて配信された。全14回。

### 関連書籍
- 『プリマドール ビジュアルファンブック』KADOKAWA、2022年10月27日発売[13]、ISBN 978-4-04-914635-6

## 漫画
プリマドール New Order
2022年7月15日より2024年4月30日まで「ComicWalker」（KADOKAWA）および「ニコニコ漫画」内の「電撃G'sコミック」（KADOKAWA）にて、作画を浅見百合子、シナリオを丘野塔也が担当。
- VISUAL ARTS / Key / バイブリーアニメーションスタジオ（原作）・浅見百合子（作画）・丘野塔也（シナリオ）『プリマドール New Order』KADOKAWA〈電撃コミックスNEXT〉、全2巻
  1. 2023年1月27日発売、ISBN 978-4-04-914758-2
  2. 2024年4月26日発売、ISBN 978-4-04-915629-4

プリマドール 〜ようこそ黒猫亭へ〜
2022年8月12日より2023年5月12日まで「コミックブシロードWEB」（ブシロードクリエイティブ）にて、漫画を戸田大貴が担当。
- VISUAL ARTS / Key / バイブリーアニメーションスタジオ（原作）・戸田大貴（漫画）『プリマドール 〜ようこそ黒猫亭へ〜』KADOKAWA〈ブシロードコミックス〉、2023年7月26日発売、ISBN 978-4-04-899572-6

## ゲーム
本作の前日譚・後日譚となるキネティックノベルが全4作予定で2023年より発売されている。
| 巻 | タイトル                         | 発売日        |
| -- | -------------------------------- | ------------- |
| 1  | プリマドール：冬空花火／雪華文様 | 2023年4月28日 |
| 2  | プリマドール：無名典礼           | 2024年5月31日 |
| 3  | プリマドール：皇都探偵           | 未定          |
| 4  | プリマドール・アンコール         | 未定          |

### スタッフ（ゲーム）
- 原案 - VISUAL ARTS、Key[21]
- 原作 - VISUAL ARTS、Key、バイブリーアニメーションスタジオ[21]
- 原作キャラデザイン - Na-Ga、藤ちょこ、原悠衣、森倉円、lack[21]
- メインシナリオ - 丘野塔也[21]
- イラスト - バイブリーアニメーションスタジオ[21]
- 制作 - Key、VISUAL ARTS[21]

冬空花火／雪華文様
- 原案デザイン - Na-Ga、藤ちょこ、まろやか[22]
- シナリオ、ディレクター - 丘野塔也[22]

無名典礼
- シナリオ - 丘野塔也[23]
- イラスト - バイブリーアニメーションスタジオ、株式会社ジーアングル[23]
- キャラクター原案 - 森倉円[23]
- ディレクター - 仲原惺葉[23]
- プロデューサー - 丘野塔也[23]

### コラボレーション
- エレメンタルストーリー - 2022年10月10日から2022年10月24日にかけてコラボイベントを開催。

### ユニットメンバー
1. ↑  灰桜（和氣あず未）、鴉羽（楠木ともり）、月下（富田美憂）、箒星（中島由貴）、レーツェル（鬼頭明里）